# Happy Birthday, Mr. President
Happy birthday, Mr. President est une chanson célèbre chantée par l'actrice et chanteuse Marilyn Monroe le 19 mai 1962, pour le président John F. Kennedy lors de la célébration de son 45e anniversaire, dix jours avant la date effective (29 mai). À cette occasion, l'actrice porte la robe JFK, une robe de soie moulante rehaussée de 2 500 strass qui donne l'illusion de la nudité.

## Performance
Marilyn Monroe chante la chanson traditionnelle Happy birthday (Joyeux anniversaire en Français) d'une voix sensuelle et intime, avec les mots Mister President (Monsieur le Président), insérés dans la chanson à la place habituelle du nom de la personne fêtée. Elle continue la chanson avec un extrait de la chanson classique, Thanks for the memory, pour laquelle elle a composé de nouvelles paroles spécifiquement dédiées à  John F. Kennedy.
La célébration de l'anniversaire de Kennedy se tient au Madison Square Garden le 19 mai 1962, et plus de 15 000 personnes et de nombreuses célébrités y assistent. L'événement est également un gala de collecte de fonds pour le Parti démocrate.
Peter Lawford présente Marilyn Monroe avant son apparition sur scène. Il fait allusion à la réputation de l'actrice d'arriver toujours en retard en l'annonçant à plusieurs reprises alors qu'elle n'est  même pas encore sur scène. Lorsque Monroe apparaît finalement dans un spot de lumière, Lawford la présente en faisant un jeu de mots the late Marilyn Monroe (la « tardive Marilyn Monroe »). Marilyn Monroe ôte son manteau d'hermine blanche pour révéler une robe de soie moulante et étincelante devant un public stupéfait.
Par la suite, alors qu'un énorme gâteau d'anniversaire lui est présenté, Jonh F. Kennedy monte sur scène et plaisante au sujet de la version de Marilyn Monroe, en disant: « Je peux maintenant quitter la vie politique après avoir eu ce Joyeux Anniversaire chanté pour moi de façon aussi douce et sincère » faisant allusion à la robe moulante de Marilyn, et son image de sex-symbol.
La performance constitue l'une de ses dernières grandes apparitions publiques avant sa mort moins de trois mois plus tard, le 5 août 1962. La Première dame Jacqueline Kennedy, qui assiste rarement aux événements du Parti démocrate, passe quant à elle la journée au Loudon Hunt Horse Show avec ses enfants, John et Caroline.
Marilyn Monroe était accompagnée par le pianiste de jazz Hank Jones.

## Histoire

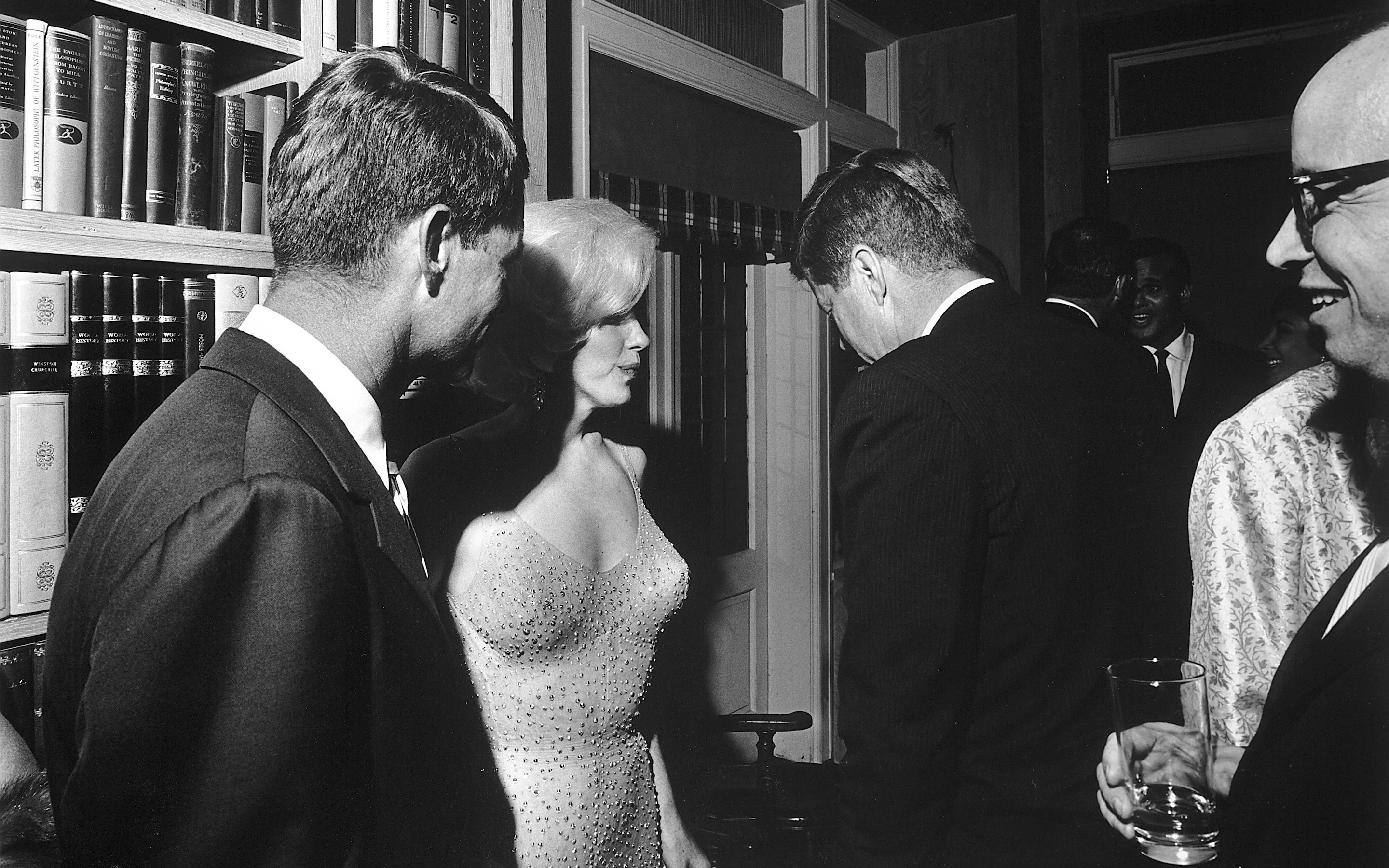
JFK et Marilyn Monroe en 1962 le jour de l'évènement

L'événement est mis en scène et produit par le compositeur et parolier Richard Adler. Il est chorégraphié par Carol Haney du Pajama Game.

### La robe JFK
Marilyn Monroe est invitée à l’événement alors qu'elle tourne le film Something got to give en avril 1962 réalisé par George Cukor. Bien qu'au départ le producteur accepte qu'elle se rende à cette cérémonie, il revient sur sa décision car l'actrice a accumulé des jours de retards dans le tournage du film. Elle reçoit un courrier de la Maison Blanche le 11 avril l'invitant au « New York's Birthday Salute to The President » de la part de Kenneth O'Donnell, assistant particulier du Président, qui lui indique que sa présence à cette soirée « garantirait un succès extraordinaire à l'événement et un hommage de circonstance au Président Kennedy ».
Richard Adler, le producteur de la soirée interroge Marilyn au sujet de la robe qu'elle va porter. Elle lui promet une robe historique et lui décrit une robe noire à col montant Norman Norell. En parallèle et dans le secret le plus complet elle engage un couturier français, Jean-Louis Berthault, qui a pour consigne de lui faire une robe «éblouissante». Ce dernier est responsable des costumes de la Columbia, et l'actrice est impressionnée par les robes moulantes qu'il a créées pour Marlène Dietrich par le passé, qui suggèrent la nudité sans la montrer. Jean-Louis et Elizabeth Courtney, son assistante, viennent au domicile de Marilyn pour prendre ses mesures. D'après Berthault, elle arrive en peignoir blanc et l'enlève, se retrouvant nue pour les mesures.
Berthault réalise la robe avec 200 pièces d'une étoffe non doublée sauf au niveau de l'entrejambe et des seins, à même le corps de Monroe, et il faut trois semaines pour coudre les 2 500 perles de cristal sur la robe. La robe de Monroe est taillée dans une marquisette de soie couleur chair, et est si ajustée que Monroe a de la difficulté à l'enfiler et elle ne porte rien dessous,.
Le 18 mai 1962, Monroe assiste aux répétitions pour la soirée avec une blouse Pucci et des lunettes noires. Elle ne dévoile la robe que durant la cérémonie officielle.
La robe emblématique de Monroe créée par Berthault pour un coût d'origine de 1 440,33 $ (équivalent à 8 970 $ en 2016), auxquels la star ajoute une paire de stilettos blancs de 35 dollars devient connue sous le nom de « robe JFK ».
Après la cérémonie, Monroe rentre chez elle seule à New York, y laisse la robe et prend l'avion à 14 heures pour Los Angeles. Elle se suicide trois mois plus tard, en août 1962, et Lee Strasberg, son professeur d'art dramatique en hérite, avec toutes ses affaires personnelles. Celles-ci sont entreposées jusqu'en 1999, date à laquelle Anna Strasberg, la veuve de Lee Strasberg organise une vente aux enchères pour les vendre. Nancy Valentinon de Christies est chargée de dresser l'inventaire des effets personnels de la star, et découvre alors la robe, qui est restée 27 ans dans une boîte en carton.
La robe est vendue le 27 octobre 1999 lors d'une vente aux enchères à New York pour 1,3 million de dollars (équivalent à 1,75 million de dollars en 2016). Elle devient la propriété du financier Martin Zweig qui l'expose dans son penthouse à l'hôtel Pierre à New York dans un caisson de verre avec un dispositif intégré protégeant le vêtement des variations d'humidité. Martin Zweig décède en 2013 et la vente de la robe est alors confiée à Darren Julien.
Le milliardaire canadien Jim Pattison en fait l'acquisition le 17 novembre 2016, à Los Angeles lors d'une autre vente aux enchères pour 4,8 millions de dollars.

### L'interview de Richard Meryman
Monroe évoque la performance lors de la dernière interview qu'elle accorde à Richard Meryman (en) de Life le 4 juillet 1962. L'article parait le 17 août 1962,. Dans cette interview elle indique avoir été très fière d'être invitée et avoir pensé « Bon sang ! je chanterai cette chanson, même si c'est la dernière chose que je puisse faire au monde. Et je la chanterai pour tout le monde ».
Elle indique aussi qu'elle était avec son beau-père Isidore Miller lorsqu'elle a été présentée à Kennedy, et pense avoir fait une gaffe en présentant son beau-père au lieu de simplement saluer le président.

## Héritage

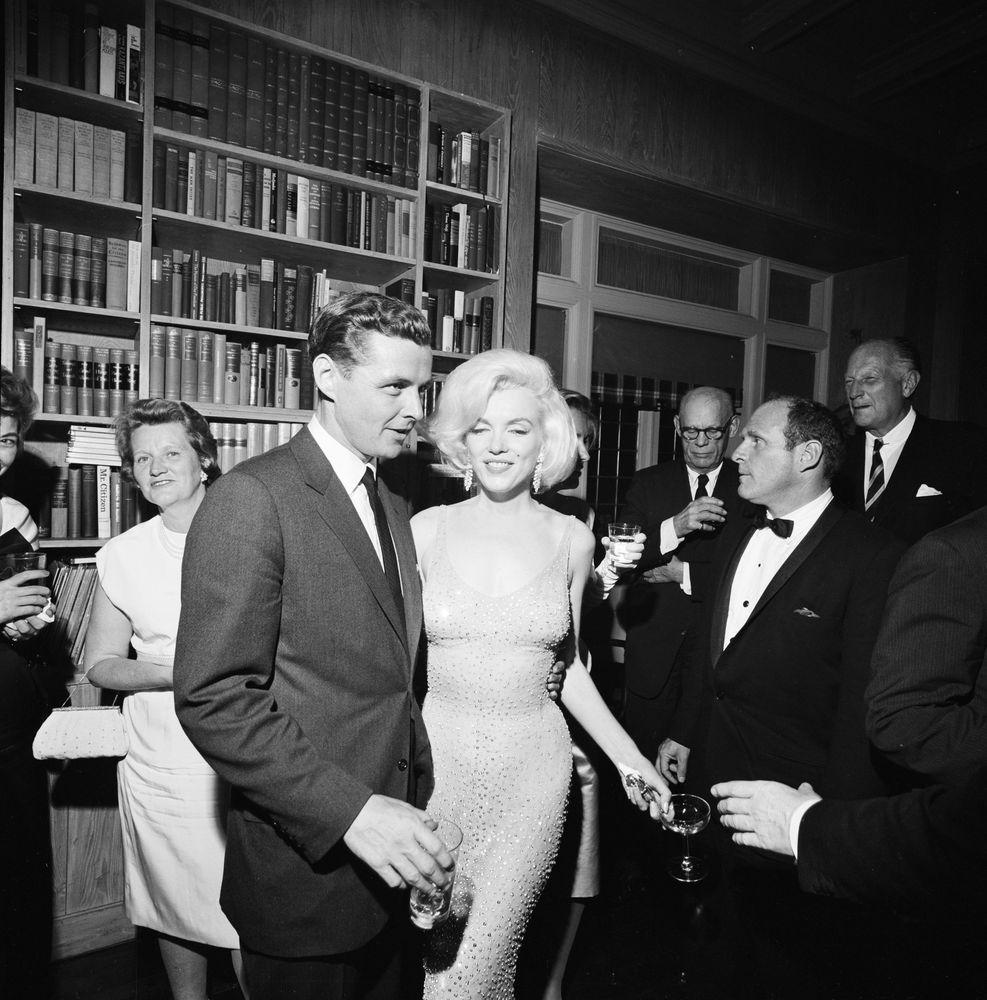
Steve Smith avec Marilyn Monroe vêtue de la fameuse robe lors d'une réception privée à New York City en 1962

Madonna a fait une parodie célèbre de la chanson durant les Saturday Night Live dans les années 1990, en chantant Happy Inauguration, Mister President (saison 18, épisode 11), pour le Président Bill Clinton (joué par Phil Hartman) récemment élu, son épouse Hillary Clinton étant jouée par Jan Hooks et leur fille Chelsea Clinton jouée par Julia Sweeney).
En 1992, dans le film Wayne's World, Mike Myers imite la chanson, en jouant le rôle de Wayne, dont la petite amie Cassandra (Tia Carrere) est au téléphone. En 1994, Mathilda (Natalie Portman) imite la scène de Myer dans Leon: Le Professionnel. À l'époque, elle n'avait jamais vu la performance de Marilyn Monroe.
La Spice Girl Geri Halliwell interprète la chanson en 1998 pour le cinquantième anniversaire du Prince Charles en remplaçant les paroles « Joyeux Anniversaire, Monsieur le Président » par « Joyeux anniversaire, Votre Altesse Royale »,.
Dans un épisode de la série Breaking Bad, Skyler White chante la chanson à son patron, Ted Beneke pour son anniversaire.
La musicienne américaine Lana Del Rey rejoue la performance dans la vidéo de sa chanson National Antem (Hymne National en français), elle-même jouant le rôle de Monroe.
Dans la deuxième saison de la série uchronique Le Maître du Haut Château, Marilyn Monroe dédie la chanson non pas à John F. Kennedy mais à Adolf Hitler.